# جاکوپو بونفادیو
جاکوپو بونفادیو (به ایتالیایی: Jacopo Bonfadio) (۱۵۰۸ مبلادی - ۱۹ ژوئیه ۱۵۵۰ میلادی) یک تاریخ‌نگار اهل ایتالیا بود.